# تام بریدی (کارگردان)
تام بریدی (انگلیسی: Tom Brady) یک کارگردان اهل ایالات متحده آمریکا است. وی از سال ۱۹۸۷ میلادی تاکنون مشغول فعالیت بوده‌است.